# Jan Lonink
Jan Arend Hendrik Lonink (Markelo, 28 mei 1951) is een Nederlandse bestuurder en politicus. Hij is lid van de PvdA. Hij was lid van de Tweede Kamer der Staten-Generaal (1989-1994) en waarnemend burgemeester en burgemeester van diverse gemeenten (1996-2021).

## Biografie
Lonink ging naar de HBS in Lochem en van 1968 tot 1975 studeerde hij bedrijfseconomie aan de Nederlandse Economische Hogeschool in Rotterdam. Na zijn terugkeer in Twente was hij docent economie aan de Nederlandse Ondernemers School (detailhandelsvakschool) en hoofd onderzoek, statistiek en economische zaken bij de gemeente Almelo. Tot 1988 was hij voorzitter van het gewest Overijssel van de PvdA. In het volgende jaar werd hij gekozen tot lid van de Tweede Kamer. Deze functie vervulde hij tot 1994.
Lonink werd 1996 waarnemend burgemeester van de Drentse gemeente Norg, in afwachting op de gemeentelijke herindeling. Daarna werd hij burgemeester van Sas van Gent (1998) en daarnaast tijdelijk waarnemend burgemeester van Axel (2000), vervolgens burgemeester van Rijssen (2001) en vanaf 15 maart 2003 van Rijssen-Holten.
Lonink was vanaf 1 juli 2003 burgemeester van Terneuzen. Per 1 mei 2021 is hij gestopt als burgemeester van Terneuzen en werd hij opgevolgd door Erik van Merrienboer. Hij woont in Philippine en heeft een vriendin. Op 23 april 2021 werd hij benoemd tot Ridder in de Orde van de Gouden Beet van het carnaval in Sas van Gent, tot ereburger van Terneuzen en tot Ridder in de Orde van Oranje-Nassau. Op 17 november 2023 volgde benoeming tot Ridder in de Leopoldsorde van België.
- Parlement.com: vg09llmekdz0